# Экономика США
Экономика США — первая экономика мира по номинальному ВВП с долей 25 % от мирового. По паритету покупательской способности, однако, США с долей около 15 % от общемирового ВВП уступили первое место экономике КНР, с 2014 года.

## Общая характеристика
Структура экономики США отличается ярко выраженной постиндустриальностью. Около 80 % американского ВВП создаётся в отраслях сферы услуг (куда относятся, прежде всего, здравоохранение, финансы, торговля, различные профессиональные и личные услуги, транспорт и связь, услуги государственных учреждений, наука и образование). На долю материального производства (сельское хозяйство, лесное хозяйство и рыбная промышленность, добывающая и обрабатывающая промышленность, строительство), таким образом, остаётся менее 20 % ВВП, в том числе 1 % в сельском хозяйстве и 18 % в промышленности.
Среди развитых стран мира США долгое время были одним из лидеров индустриального развития, однако в конце 1980-х годов индустриальный сектор сократился в результате аутсорсинга за рубеж производств американских компаний.
Хотя внутренний рынок США является одним из наиболее диверсифицированных в мире, в относительном выражении экономика страны в целом остаётся относительно закрытой (вклад импорта в ВВП в 2013 году составлял лишь 17 %, будучи ещё ниже только в Бразилии).
Роль государственных органов США в экономике сводится в первую очередь к контролю за соблюдением законодательства в таких сферах, как безопасность труда, охрана окружающей среды, качество продуктов питания и лекарств, сохранение конкуренции на рынках товаров и услуг. Кроме этого, Администрация социального обеспечения США осуществляет управление пенсионной системой страны (её пенсионный фонд наполняется особым налогом на фонд заработной платы), существуют государственные программы возмещения части расходов на медицинское обслуживание («Медикейд» и «Медикэр»). Крупными госкомпаниями являются Почтовая служба США, Amtrak (железнодорожная корпорация), Администрация долины Теннесси. Министерство обороны США является крупнейшим заказчиком ряда компаний военно-промышленного комплекса.
Баланс текущих операций США находится в хроническом дефиците с начала 1980-х годов. Как следствие постоянно растущего платёжного дисбаланса и дефицита бюджета, экономика США выделяется самым высоким номиналом внешнего долга в мире. Среди других проблем экономики США стагнация с 1970-х годов реальных доходов населения, рост социального неравенства, старение нации.
После максимума в 1950-х годах, когда 36 % рабочих США были членами профсоюзов, в начале XXI века эта доля сократилась до 15 %, половина из них — госслужащие. Крупнейшим профсоюзом страны является National Education Association (профсоюз учителей). Крупнейшей ассоциацией профсоюзов является Американская федерация труда — Конгресс производственных профсоюзов.

### ВВП

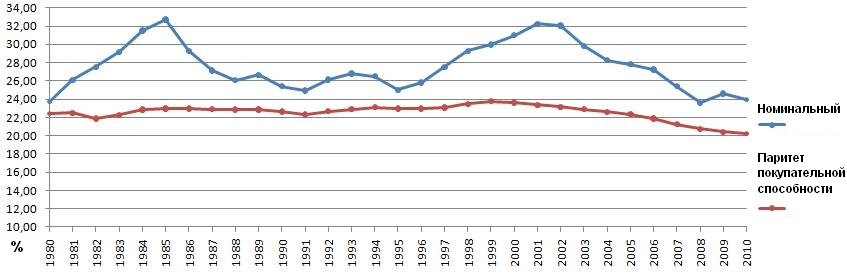
Доля США в мировом ВВП с 1980 г.

Скорость роста ВВП США с 1947 по 2011 — примерно 3 % в год (с 1947 её начали считать поквартально). — Замулин О. А. — ВШЭ
Доля США в мировом ВВП в 1800 году составляла 2 %, но уже в 1900 году достигла 10 %. К концу Второй мировой войны, вследствие больших разрушений в Западной Европе, на США приходилось более 50 % мирового ВВП и 2/3 мировых запасов золота. Однако к концу 1960-х годов доля Соединённых Штатов в мировой экономике сократилась до примерно 26,7 % и с тех пор относительно стабильно оставалась на уровне 20 % мирового номинала ВВП. В номинальном выражении, последние максимальные показатели были зафиксированы в 1985 году с 32,74 % и 2001 году с 32,24 % долей в мировом ВВП. По состоянию на 2022 год на США приходилось 15,6 % мирового ВВП (по паритету покупательной способности), при этом население США составляет 4,2 % от населения Земли.
ВВП Соединённых Штатов в 2022 году составил 25,46 трлн долларов (рост 2,1 % по сравнению с 2021 годом). Наибольший вклад штатов Калифорния ($3,60 трлн), Техас ($2,36 трлн), Нью-Йорк ($2,05 трлн), Флорида ($1,39 трлн), Иллинойс ($1,03 трлн), Пенсильвания ($923 млрд), Огайо ($823 млрд), Джорджия ($756 млрд), Нью-Джерси ($745 млрд), Северная Каролина ($730 млрд), Вашингтон ($726 млрд), Массачусетс ($688 млрд), Виргиния ($649 млрд), Мичиган ($621 млрд).
В структуре ВВП основную часть занимают расходы на личное потребление — $17,36 трлн из $25,46 трлн в 2022 году (68 %); из этой суммы $5,94 трлн пришлось на товары, а $11,42 трлн — на услуги. Из товаров основными категориями были еда и напитки ($1,28 трлн), автомобили и запчасти ($723 млрд), мебель и бытовая техника ($526 млрд), горючее ($493 млрд), одежда и обувь ($491 млрд); из услуг — жильё и коммунальные услуги ($3,00 трлн), здравоохранение ($2,73 трлн), финансы и страхование ($1,32 трлн), общественное питание и отели ($1,25 трлн). Вторую группу в составе ВВП составляют частные внутренние инвестиции ($4,63 трлн), в том числе в продукты интеллектуальной собственности ($1,37 трлн), оборудование ($1,32 трлн), недвижимость ($1,27 трлн). Третья группа — расходы государственных органов ($4,45 трлн), из них федеральные составили $1,65 трлн, а местные — $2,80 трлн. Вклад внешней торговли в ВВП был отрицательным (-975 млрд долларов).
Распределение ВВП по отраслям в 2022 году: частный сектор — 88,4 % ВВП, в том числе сельское хозяйство — 1,1 %, добыча полезных ископаемых — 1,9 %, коммунальные услуги — 1,7 %, строительство — 4,0 %, промышленное производство — 11,0 %, оптовая торговля — 6,3 %, розничная торговля — 5,8 %, транспорт и логистика — 3,2 %, информация — 5,5 %, финансы и страхование — 7,9 %, операции с недвижимостью — 12,3 %, профессиональные, научные и технические услуги — 7,9 %, управление компаниями и предприятиями — 1,8 %, административные услуги — 3,3 %, образование — 1,1 %, здравоохранение — 8,3 %, индустрия развлечений — 1,1 %, отельно-ресторанный бизнес — 3,1 %; на государственный сектор пришлось 11,6 % ВВП.

## История
Своими корнями современная американская экономика восходит к поискам экономической выгоды европейскими поселенцами в XVI, XVII и XVIII веках.
В колониальный период экономика была аграрной, основной продукцией были табак, пшеница, рис, ячмень и индиго. Кроме этого в Европу экспортировались меха, продукция рыбного и китобойного промысла, древесина. В 1776 году была провозглашена декларация независимости США, примерно в этот период началась и промышленная революция как в Европе, так и в Северной Америке. Одним из первых важных новшеств была хлопкоочистительная машина коттон-джин, в результате хлопок стал основной аграрной культурой юга США. Противоречия, в том числе экономические, между промышленным севером США и аграрным рабовладельческим югом привели к Гражданской войне США; в результате рабовладельческая система была упразднена. Следующие за Гражданской войной десятилетия получили название «Позолоченный век»; это был период быстрого роста промышленного производства при минимальном вмешательстве государства в экономическое развитие. В этот период зародились крупные корпорации и финансовые кланы. Дальнейший рост корпораций в тресты-монополии привёл к принятию в 1890 году антимонопольного закона Шермана, хотя применяться он начал только в начале XX века. Экономический рост США не был равномерным, он регулярно перемежался с паниками и рецессиями, крупнейшие из них были в 1819, 1837, 1857, 1869, 1873, 1893 и 1907 годах.
«Позолоченный век» сменился Эрой прогрессивизма, началом активного вмешательства государственных органов в экономическую жизнь страны. Были созданы такие регуляторы, как Федеральная торговая комиссия и Федеральная резервная система, была введена система сбора подоходного налога, раздроблены некоторые наиболее крупные монополии, в первую очередь Standard Oil. Хотя Первая мировая война способствовала развитию промышленности, она также привела к инфляции и росту государственного долга. 1921 год был отмечен глубоким экономическим спадом, за которым последовал период бурного роста — «Ревущие двадцатые», связанный с внедрением массового производства и электричества. Этот период закончился биржевым крахом 1929 года и началом Великой депрессии; в отличие от прежних паник и кризисов, эта рецессия была глубокой и затяжной: к 1932 году фондовый рынок США потерял 90 % своей стоимости, уровень безработицы в 1933 году достиг 25 % и оставался выше 10 % до конца 1930-х годов.
В 1933 году, в разгар Великой депрессии, президентом Рузвельтом была разработана экономическая программа «Новый курс», которая, в частности, предусматривала увеличение государственного регулирования экономики. Были приняты законы о ценных бумагах, о торговле ценными бумагами, Гласса — Стиголла (о разделении банков на коммерческие и инвестиционные), о трудовых отношениях, о социальном обеспечении, также были созданы новые госучреждения — Федеральная корпорация по страхованию вкладов, Комиссия по ценным бумагам и биржам и другие. Однако эти меры лишь незначительно улучшили положение, значительно большее влияние оказала милитаризация экономики США в 1940—45 годах: огромные расходы правительства (по 90 млрд долларов в год) на военную продукцию решили проблему безработицы, но и намного увеличили государственный долг.
Послевоенные годы в США были периодом экономического процветания: быстро развивалась промышленность, особенно такие отрасли, как авиастроение и электроника, осваивались новые рынки для экспорта, происходило укрупнение корпораций в конгломераты. В 1950-х годах зародилась новая модель отношений — франчайзинг (торговля правом использовать бренд), наибольшее распространение это получило в общественном питании, где возникли крупные франчайзинговые сети, такие как McDonald's. Период с 1961 по 1969 год стал самым продолжительным периодом непрерывного роста экономики в истории США, однако уже в конце десятилетия начали сказываться большие расходы на войну во Вьетнаме и космическую программу. 1970-е годы страна начала со стагфляции — отсутствия экономического роста в сочетании с высокими уровнями инфляции и безработицы. Проблему усугубил нефтяной кризис 1973 года, поскольку США сильно зависели от импорта нефти, одним из следствий этого был успешный выход японских автопроизводителей на американский рынок — их экономные автомобили пользовались большим спросом. В конце 1970-х годов было проведено дерегулирование в ряде отраслей (транспорт, финансы, телекоммуникации), а также до рекордных уровней были повышены процентные ставки по кредитам, что позволило снизить инфляцию.
Рейганомика стала экономическим курсом в 1980-х годах; её основной целью было увеличение производства, для чего были снижены налоги, а также увеличены расходы на ВПК (в ущерб социальным программам). В этот период появился целый ряд технологических компаний (Cisco Systems, Dell, Microsoft, Novell, Oracle, Sun Microsystems и др.), однако результатом рейганомики стал стремительный рост госдолга. Экономически стабильному положению в 1990-х годах способствовал рост компаний в сфере информационных технологий, а также рост вложений американцев в акции — если в 1980-х годах в акции было вложено 10 % сбережений, то в 1990-х годах этот показатель вырос до 30 %, что, в свою очередь, способствовало росту фондовых рынков. Также значительно улучшило положение США освоение рынков Восточной Европы после распада СССР.

#### Ипотечный кризис 2007 года
В первое десятилетие XXI века экономика США выдержала несколько ударов: крах доткомов, теракты 11 сентября 2001 года, военные операции в Афганистане и Ираке, ураган Катрина, однако самым сильным из них был ипотечный кризис.
Ипотечный кризис в США получил начало в 2006 году, однако серьёзные его последствия выявились на следующий год. Главной его причиной стал рост невозвратов жилищных кредитов неблагонадёжными заёмщиками. Кризис в США послужил толчком для глобального спада мировых рынков став началом мирового финансового кризиса 2007—2008 годов, проложившего путь общемировому экономическому кризису 2008 года.
За период рецессии (Великая рецессия[неизвестный термин]) с четвёртого квартала 2007 года по второй квартал 2009 года ВВП страны сократился на 4,7 %. Падение ВВП в 2009 году оказалось наибольшим с 1946 года. Чтобы вернуться к докризисному уровню понадобилось шесть лет. Если в период с 1979 по 1999 годы трудовые доходы среднего работника выросли на 22 %, за следующее же десятилетие они увеличились лишь на 2 %.

### 2010-е
В 2016 году средний доход достиг рекордного уровня.

### 2020-е
В середине марта 2020 года вследствие эпидемии коронавируса в США начался финансовый кризис.
Президент Д. Трамп в марте подписал приказ о выделении первого (в 2,2 трлн долл.), в апреле — второго (500 млрд долл.) и в июле — третьего (в 1 трлн долл.) пакета помощи для поддержки бизнеса, на которые люди и бизнесы должны были продержаться в течение трех месяцев — работодатели, получившие гранты, должны были продолжать платить зарплаты до тех пор, пока вирус не будет взят под контроль и не возобновится экономическая активность.
Однако экономисты сомневались в эффективности принятых мер — по реальной экономике нанесен сильнейший удар и хотя экономические показатели улучшились, но безработица оставалась рекордно высокой, рост потребления в июле застопорился. При этом, биржевые индексы, рухнувшие в марте более чем на 30 %, вернулись к рекордным высотам, а индекс Nasdaq побил докризисные рекорды, став на 15 % выше пика, достигнутого в феврале.
8 августа Трамп в обход Конгресса подписал указы о предоставлении дополнительной помощи в условиях коронавирусного кризиса.
В 2022 году с началом российской агрессии против Украины, США ввели множество санкций против России, одновременно увеличив поставки своего СПГ в Европу.
4 мая 2022 года ФРС повысила ключевую ставку на 50 пунктов до 0,75-1 %, это стало крупнейшим повышением за 22 года (ведомство отреагировало на самый высокий уровень инфляции за последние 40 лет, вызванной резким увеличением денежной массы во время борьбы с пандемией и активного вмешательства США в международную политику — в мае инфляция в США снова поставила рекорд, рост индекса потребительских цен достиг 8,6 %, превысив официальный прогноз месячной давности).
15 июня ФРС объявила о повышении базовой ставки сразу на 75 базисных пунктов до 1,5-1,75 % годовых, столь резкое повышение было проведено впервые с 1994 года. Это оправдало ожидания аналитиков о решительных действиях ФРС после публикации данных о максимальной с 1981 года инфляции в США.
27 июля ФРС США повысила базовую учётную ставку ещё на 0,75 %. Сообщается, что ведомство продолжило агрессивный подход к сдерживанию растущей инфляции, несмотря на первые признаки того, что экономика США начинает терять темпы роста. Федеральный комитет по открытым рынкам поднял целевой диапазон ставки по федеральным фондам с 2,25 до 2,50 %, это самый агрессивный цикл ужесточения денежно-кредитной политики с 1981 года.
В августе инфляция составила, по официальным данным, 8,3 % в годовом выражении: цены на продукты питания выросли на 11,4 % по сравнению с прошлым годом (что является максимальным показателем с 1979 года), цены на электроэнергию выросли на 15,8 % с 2021 года (что является максимальным показателем с 1981 года), стоимость медицинского страхования выросла на рекордные 24,3 % в годовом исчислении. 
 16 августа 2022 года был принят федеральный «Закон о снижении инфляции» (Inflation Reduction Act, IRA).
По подсчётам Bloomberg первая половина 2022 года для индекса S&P 500 стала худшей со времен Вьетнамской войны: с начала года индекс упал на 21 %, последний раз такое падение наблюдалось в 1970 году.
1 февраля 2023 года для борьбы с инфляцией и возращения её к целевому уровню ФРС США повысили базовую ставку с 4,25-4,5 % до 4,5-4,75 % годовых — уровня октября 2007 года. В предыдущем году ставка повышалась 7 раз, в совокупности на 450 пунктов.
Побочным эффектом повышения уровня учётной ставки стал отток депозитных вкладов из банков, в случае отдельных банков этот процесс стал неконтролируемым, что привело к неплатежеспособности нескольких средних банков (Silicon Valley Bank, First Republic Bank, Signature Bank и Silvergate Bank) и началу банковского кризиса.
В июне 2023 года долг США достиг $32 трлн и в августе агентство Fitch впервые с 1994 года, из-за ожидаемого ухудшения финансового положения в течение будущих трех лет, растущей долговой нагрузки и ослабления управления, понизило долгосрочный рейтинг США с AAA до AA+ (этому предшествовал кризис с потолком долга в $31,4 трлн, когда американские власти после длительной задержки решили приостановить его действие до начала 2025 года); такое понижение рейтинга — второй случай за всю историю США.
По итогам 2023 года в экономике США зафиксирован рост (который выглядит особенно заметным на фоне стагнации в Великобритании и Германии): инфляция замедлилась, ВВП вырос, увеличение рабочих мест в январе 2024 г. стало рекордным.
В феврале 2024 года индекс S&P 500 впервые пересек отметку 5000 пунктов, далее на рынке последовал спад.
4 марта 2025 года США ввели 25-процентные пошлины на импорт из Канады и Мексики. Тариф распространяется практически на весь импорт из этих стран, объём которого составояет 1,5 трлн долларов в год; ниже только пошлины на импорт энергоносителей из Канады — 10 %. Пошлины были введены после месячной отсрочки.

## Сельское хозяйство
Основным регулятором отрасли является Министерство сельского хозяйства США. Главными земледельческими регионами являются Великие равнины и Калифорнийская долина. США занимают первое место в мире по производству кукурузы, фисташек и миндаля, второе по яблокам, клубнике, грецким орехами и сое, третье по сахарной свёкле, помидорам, хлопку, винограду, луку, моркови, сорго и арахису
Общая площадь возделываемых земель составляет 3,64 млн км². По состоянию на 2017 год в США было более 2 млн ферм, их площадь в среднем составляла 1,78 км² (178 га); из этого числа 1,75 млн ферм — индивидуальные или семейные, около 1 млн ферм имеют годовой оборот менее 5 тыс. долларов, около 10 тыс. ферм — оборот более 5 млн долларов. За 2017 год было произведено аграрной продукции на 388,5 млрд долларов (на 193,5 млрд продукции растениеводства и на 195,0 млрд — животноводства), затраты на производство составили 326,4 млрд долларов.
По площади посевных земель основными культурами являются кукуруза (36,7 млн га), соя (36,5 млн га), пастбища (23,0 млн га), пшеница (15,7 млн га, из них 10,6 млн га озимой), хлопок (4,61 млн га), садовые культуры (2,29 млн га), сорго (2,19 млн га), рис (969 тыс. га), ячмень (893 тыс. га), арахис (723 тыс. га), горох (595 тыс. га), подсолнечник (536 тыс. га), сахарная свёкла (466 тыс. га), картофель (459 тыс. га), сахарный тростник (341 тыс. га), овёс (329 тыс. га), табак (134 тыс. га), батат (70 тыс. га). Орошаются 14,4 % полей.
Разведением крупного рогатого скота занимаются 883 тыс. ферм, общее поголовье составляет 93,6 млн. Разведением свиней занимаются 66 тыс. ферм, поголовье — 72,4 млн. Курами-несушками занимаются 232,5 тыс. ферм, а сумме у них 368 млн кур. Бройлеров разводят на 32 тыс. ферм, объём продаж в 2017 году составлял 8,89 млрд тушек.
В США развита аквакультура, по размеру выручки наиболее значимы разведение сома ($405 млн в год), форели ($286 млн), других видов рыбы ($283 млн), моллюсков ($354 млн). Пчеловодством занимаются 35,8 тыс. ферм, объём продаж мёда в 2017 году составил 320 млн долларов.

## Добывающая промышленность
США занимают первое место в мире по запасам угля (27 % мировых запасов) и четвёртое по его добыче, однако значение его постепенно сокращается. Добыча угля в 2020 году принесла 18,8 млрд долларов.
Оборот добывающей промышленности, исключая энергоносители, в 2020 году составил 82,3 млрд долларов, из них на металлы пришлось 27,7 млрд долларов, промышленные минералы — 54,6 млрд. По стоимости основными добываемыми металлами являются золото (38 %), медь (27 %), железная руда (15 %) и цинк (6 %). Из промышленных минералов наибольшее значение имеют щебень (32 %), цемент (20 %), песок (17 %). Крупнейшими штатами по добыче нетопливных минералов являются Невада, Аризона, Техас, Калифорния, Миннесота, Флорида, Аляска, Юта, Миссури, Мичиган, Вайоминг и Джорджия (в порядке убывания значимости). Несмотря на значительные запасы импорт минерального сырья вдвое превышает экспорт. Основными поставщиками являются Китай, Канада, Бразилия, ЮАР, Мексика, Индия и Россия.
Производство меди в 2020 году составляло 1,2 млн тонн (6 % мирового производства, 5,5 % мировых запасов), алюминия — 1 млн тонн (1,5 % мирового производства). Добыча железной руды составила 37 млн тонн (1,5 % мировой добычи), выплавка чугуна — 18 млн тонн (1,5 %), стали — 72 млн тонн (4 %); широко применяется переработка металлолома, в том числе импортируемого. Производство свинца составило 290 тыс. тонн (6 % от мирового производства и запасов). По добыче поваренной соли США занимают второе место в мире после Китая (39 млн т из 270 млн т в 2020 году). В Вайоминге имеется крупнейшее в мире месторождение троны (природного карбоната натрия).
На США приходится около 60 % мировых запасов и производства бериллия, около половины мирового производства гелия (выделением из природного газа), около трети мировой добычи диатомита, четверть добычи вермикулита, 16 % добычи молибдена (49 тыс. т), 16 % добычи редкоземельных элементов (38 тыс. т), 15 % добычи рения, 15 % добычи гипса, 15 % добычи перлита, 11 % добычи фосфатов, 10 % добычи гранатов, 10 % производства аммиака, 10 % добычи серы, 7 % добычи палладия, 6 % добычи золота, 4 % добычи серебра, 2 % добычи платины. США занимают второе место в мире по добыче кианита (85 тыс. т). Производство кремния составляет 290 тыс. т, это второй показатель в мире после Китая, который производит 5400 тыс. т из 8 млн т мирового производства.

### Добыча нефти и газа

Добыча и импорт нефти в США, с 1920 по 2012 гг.

Добыча нефти в США дошла до своего пика в 1970 году и с тех пор стабильно сокращалась до наступления сланцевой революции в 2000-х годах. В добыче нефти лидируют Техас, Аляска (Северный склон), Калифорния (бассейн реки Сан-Хоакин), континентальный шельф Мексиканского залива. Также, благодаря новейшим технологиям, форсирована добыча сланцевых нефти и газа в штатах Техас, Луизиана, Нью-Мексико, Монтана, Северная Дакота, Пенсильвания и Западная Виргиния. Эти технологии позволили не только обеспечить внутренние потребности в углеводородах, но и в ограниченном объёме начать их экспорт. В 2018 году, впервые за 20 лет, США стали мировым лидером по добыче нефти, обогнав в феврале Саудовскую Аравию и в августе Россию (правда, уже в сентябре Россия вернула лидерство).
Доказанные запасы нефти оцениваются в 47,1 млрд баррелей, запасы природного газа — 13,18 трлн м³.
Из 20 млн баррелей нефтепродуктов в день, потребляемых в экономике Соединённых Штатов, 66 % потребляется транспортом, 25 % используется в промышленном производстве, 6 % используется для отопления, около 3 % нефтепродуктов идёт на производство электроэнергии. Потребление природного газа находится на уровне 1 трлн м³ в год.
- Ассоциация нефтегазовой промышленности США (United States Oil & Gas Association, USOGA[англ.])
- Американская ассоциация геологов-нефтяников
- Общество инженеров-нефтяников
- Американский институт нефти

В 2023 году Соединённые Штаты стали крупнейшим экспортером сжиженного газа, отправив на мировые рынки 89 миллиардов кубометров; большая его часть — 68 % — шла в Европу.
Стратегический нефтяной резерв
На случай, если США столкнутся с проблемами в добыче или перебоями в поставках нефти существует так называемый стратегический нефтяной резерв (Strategic Petroleum Reserve, SPR), созданный после нефтяного кризиса 1973—1974 годов; величина запаса в разное время составляет от 600 до 700 млн баррелей нефти.
В конце марта 2022 Байден анонсировал выпуск из стратегического резерва около 180 млн баррелей нефти в течение полугода.
В результате распродажи проведённой 24 мая и новой, рекордной по объёму, объявленной на июнь 2022 года, объём стратегического нефтяного резерва США опустится до уровня, который является самым низким с 1987 года. К 6 января 2023 года в Стратегическом нефтяном резерве США осталось лишь 371,580 млн баррелей (что является худшим показателем с начала декабря 1983 года).

## Энергетика

EES EAEC. Структура производства первичной энергии в 2019 г.

EES EAEC. Структура потребления первичной энергии в 2019 г.

США являются вторым крупнейшим в мире производителем и потребителем энергии (после Китая).
Доказанные извлекаемые запасы природных энергоносителей (по данным U.S. Energy Information Administration на декабрь 2015 года) оценивались в 205,89 млрд тонн условного топлива (тут) или около 16,4 % от общемировых (179 стран). Свыше 91 % в структуре запасов энергоносителей приходится на уголь, 5,5 % — природный газ и 3,4 % составляет нефть. По суммарным запасам природных энергоносителей США занимают первую позицию в мире.
Итоги функционирования топливно-энергетического комплекса США за 2019 год показывают, что производство первичных энергоносителей составило 3647,3 млн тут, а потребление 3610,4 млн тут.
Производство электроэнергии-нетто в 2022 году, всего — 4126,88 млрд кВт∙ч, в том числе: газообразное топливо — 1598,3 млрд кВт∙ч или 38,7 %, уголь — 965 млрд кВт∙ч или 23,4 %, атомные электростанции — 809,4 млрд кВт∙ч или 19,6 %, гидроэлектростанции (ГЭС), включая гидроаккумулирующие — 282,6 млрд кВт∙ч или 6,8 %, возобновляемые источники энергии (без ГЭС) — 439,8 млрд кВт∙ч или 10,7 % и другие источники — 13,3 млрд кВт∙ч или 0,3 %.
Конечное (полезное) потребление электроэнергии в 2022 году — 3811,2 млрд кВт∙ч, в том числе: жилой сектор — 1440,3; промышленность — 1360,9, коммерческий сектор — 1002,4 и транспорт — 7,6 млрд кВт∙ч.
Средняя стоимость электроэнергии в 2022 году составляла 13 центов за кВт∙ч (15 центов для домохозяйств, 8 центов для промышленности).

## Промышленность

Промышленные мощности и объёмы производства в США

### Химическая промышленность
На США приходится около 15 % мирового химического производства. В 2021 году оборот химической отрасли (без фармацевтики) составил 770 млрд долларов). Это одна из основных экспортных отраслей, экспорт в 2021 году составил 233 млрд долларов, однако импорт был ещё больше (305 млрд долларов). Отрасль включает более 11 тысяч предприятий, наибольшая их концентрация в штатах Техас, Калифорния, Огайо, Пенсильвания и Луизиана. Основные направления:
- Основные химикаты — производство органических и неорганических химикатов, США являются крупным производителем серной кислоты (16 % мирового производства), хлора, промышленных газов и нефтехимических смол; оборот 271 млрд долларов;
- Фармацевтика — производство лекарственных препаратов и диагностических реактивов, оборот 202 млрд долларов;
- Специализированные химикаты — производство клеющих материалов, герметиков, пищевых добавок и взрывчатых веществ, оборот 90 млрд долларов;
- Потребительские товары — производство мыла и других моющих средств, косметики, бытовой химии, лакокрасочной продукции; оборот 74 млрд долларов;
- Агрохимия — производство пестицидов и удобрений, оборот около 40 млрд долларов[64].

Среди крупнейших компаний отрасли Dow Inc., ExxonMobil Chemicals, PPG Industries, DuPont, Corteva, Chevron Phillips Chemical, The Mosaic Company, Westlake Corporation, Eastman Chemical Company, Air Products and Chemicals, Olin Corporation, Celanese, Huntsman Corporation, Avantor, Chemours, OxyChem, а также международная группа LyondellBasell, основные предприятия которой находятся в США.

### Фармацевтическая отрасль
На США приходится более 40 % мирового фармацевтического рынка, он намного опережает занимающий второе место рынок Китая (12 %). Из 10 крупнейших фармацевтических компаний мира 5 базируются в США (Pfizer, Johnson & Johnson, AbbVie, Merck & Co., Bristol Myers Squibb). Столь большой доле способствует как большие расходы на научно-исследовательскую деятельность (около 100 млрд долларов в год), так и высокая цена на рецептурные препараты. Продажи лекарств в США в 2021 году составили 574 млрд долларов.
Из 10 препаратов с наибольшим объёмом продаж в мире в 2022 году только один был разработан не в США. В список входят Comirnaty ($40,8 млрд, 1-е место в мире), Spikevax ($21,8 млрд, 2-е место), Humira ($21,6 млрд, 3-е место), Keytruda ($21 млрд, 4-е место), Paxlovid ($19 млрд, 5-е место), Eliquis ($11,8 млрд, 6-е место), Biktarvy ($10,4 млрд, 7-е место), Eylea ($10,3 млрд, 8-е место), Revlimid ($10 млрд, 10-е место).

### Автомобилестроение
Автомобильная промышленность США является второй крупнейшей в мире после китайской, в среднем в стране выпускается около 10 млн автомобилей в год (12 % мирового производства). На легковые автомобили приходится только 20 % производства, преобладают внедорожники, лёгкие и тяжёлые грузовики.
В автопроме США доминирует «Детройтская тройка» — General Motors (Buick, Cadillac, Chevrolet, GMC), Ford (Ford и Lincoln) и Stellantis (Chrysler, Dodge, Jeep, Ram). Растёт значение электромобилей, ведущей компанией в этой сфере является Tesla. Крупными производителями сельскохозяйственной и строительной техники являются Deere & Company и Caterpillar.
США являются крупнейшим в мире импортёром автомобилей и третьим крупнейшим экспортёром. Импорт автомобилей намного превышает экспорт (в 2021 году $139 млрд и $55,4 млрд соответственно). Ввозятся автомобили из Японии, Мексики, Канады, Южной Кореи и Германии, экспортируются в Канаду, Китай, Германию, Южную Корею и Мексику.

### Аэрокосмическая промышленность
На начало 1960-х годов на мировом рынке гражданского авиастроения доминировали американские компании Boeing, McDonnell Douglas и Lockheed, лишь в 1980-х годах появился серьёзный конкурент — Airbus. К концу 1990-х годов на рынке авиалайнеров осталось только два крупных игрока — Airbus и Boeing.
Основные авиастроительные предприятия находятся в западной части США — штаты Калифорния (Лос-Анджелес, Сан-Хосе, Сан-Диего) и Вашингтон (крупнейший завод Boeing в Сиэтле). Наиболее известными гражданскими самолётами являются Boeing 737 и Boeing 747.
Крупнейшими компаниями отрасли являются Boeing (гражданские и военные самолёты, ракеты, спутники, беспилотники), Northrop Grumman Corporation (военные самолёты, ракеты, спутники), Lockheed Martin (военные самолёты, ракеты, вертолёты Sikorsky), Textron (военные самолёты, бизнес-джеты Cessna, вертолёты Bell Helicopter, беспилотники), Raytheon Technologies (авиационные двигатели, другие комплектующие, ракетные комплексы), General Dynamics (бизнес-джеты Gulfstream), General Electric (авиационные двигатели), Honeywell (авиационные двигатели и другие комплектующие), L3Harris Technologies (авионика).

### Военно-промышленный комплекс США
Соединённые Штаты с большим отрывом лидируют по расходам на военно-промышленный комплекс; в 2021 году военные расходы составили 801 млрд долларов, столько же, сколько у десяти следующих стран вместе взятых. Также занимают третье место в мире по военным расходам на душу населения (после Катара и Израиля) и высокое место по отношению военных расходов к ВВП (3,4 % в 2020 году).
В списке 100 крупнейших компаний военно-промышленного комплекса в 2022 году (как и в прежние годы) вся первая пятёрка занята компаниями из США (Lockheed Martin, Raytheon Technologies, Boeing, Northrop Grumman и General Dynamics); кроме них в сотню входит ещё 41 американская компания.
По экспорту продукции военного назначения США также уверенно занимают первое место, на них приходится около 40 % мировой торговли оружием.
По доле в военных расходах основными направлениями являются военные самолёты, ракетные комплексы и системы ПВО, беспилотные летательные аппараты. Растёт значение информационных технологий (информационная безопасность, сбор и анализ данных). На США приходится четверть от всех военных самолётов в мире (без учёта значительного технического превосходства). В США также развито производство подводных лодок, военных кораблей, гусеничной и колёсной военной техники. Подрядчиками Министерства обороны США выступают не только американские компании, но и представители других стран.

### Судостроение
Судостроение в США развито и ориентировано в первую очередь на военно-промышленный комплекс (последний крупный океанический лайнер в США был спущен на воду в 1958 году). Крупнейшие верфи:
- Newport News Shipbuilding — расположена в Виргинии, единственная в США, выпускающая авианосцы, также производит атомные подлодки, различные типы военных и гражданских судов.
- Ingalls Shipbuilding — расположена в штате Миссисипи, производит подлодки и различные типы военных кораблей.
- National Steel and Shipbuilding Company[англ.] (NASSCO) — судостроительная дочерняя компания General Dynamics с верфью в Сан-Диего (Калифорния), строительство, ремонт и обслуживание военных судов.
- Puget Sound Naval Shipyard — верфь ВМС США в штате Вашингтон, ремонт и обслуживание военных судов.
- Norfolk Naval Shipyard — верфь ВМС США в Портсмуте (штат Виргиния); ремонт и модернизация военных кораблей и подлодок.
- Electric Boat — верфь по производству подводных лодок, принадлежит General Dynamics, расположена в Коннектикуте.
- Bath Iron Works — расположена в штате Мэн, принадлежит General Dynamics.

### Электронная промышленность
На США в 2020 году приходилось 12 % мирового производства микросхем, их доля намного сократилась по сравнению с 37 % в 1990 году в пользу Тайваня и КНР. Основная часть производимой в США электроники военного назначения или предназначена для информационной инфраструктуры (серверы, оборудование для мобильной связи); кроме этого, небольшими партиями собирается дорогая высококачественная потребительская электроника. Сокращение доли на рынке характеризуется не только уменьшением производства, но и отставанием в инновациях и нехваткой квалифицированных кадров. Производственные мощности в США имеют такие производители микросхем, как Intel и GlobalFoundries.
Крупнейшими производителями электроники являются AMD, Apple, Cisco Systems, Dell, HP, Hewlett Packard Enterprise, IBM, Intel, Nvidia, Packard Bell, Sun Microsystems, Texas Instruments, Unisys, Zenith Electronics, Emerson Radio, Emerson Electric.

### Лёгкая промышленность
Оборот текстильной промышленности США (от производства волокон до готовых изделий) в 2022 году составил 65,8 млрд долларов, в ней задействовано 538 тыс. человек. Соединённые Штаты являются третьим крупнейшим экспортёром текстиля в мире ($34 млрд в 2021 году). Треть экспорта приходится на высокотехнологичную продукцию (медицинские товары, защитная одежда, нетканые текстильные материалы).

### Пищевая промышленность
Оборот пищевой промышленности в США оценивается в 1,5 трлн долларов (4 % ВВП), из них 500 млрд — агробизнес, 700 млрд — переработка сельскохозяйственной продукции. Также к пищевой промышленности относится часть оборота розничной торговли и ресторанного бизнеса. В целом в отрасли занято около 15 млн человек.
В этой сфере в США, как и во многих других странах, доминируют крупные транснациональные корпорации, в результате фермерам достаётся лишь 10—15 % от расходов потребителей на еду. На рынке газированных напитков 95-процентную долю делят всего 3 компании (The Coca Cola Company, PepsiCo и Keurig Dr Pepper), на рынке пива доминирует Anheuser-Busch InBev, владея 600 брендов (42 % рынка). На рынке бакалейных товаров доминируют компании Kraft Heinz, General Mills, Conagra, Unilever и Delmonte. Торговля мясной продукцией контролируется компаниями Tyson Foods, JBS S.A., Cargill и Smithfield Foods (в сумме на них приходится более 80 % продаж говядины и 70 % — свинины). Walmart, Costco, Kroger и Ahold Delhaize контролируют 65 % розничной торговли.

## Масс-медиа и индустрия развлечений
По состоянию на 2020 год мировая отрасль масс-медиа и шоу-бизнеса оценивалась в 2 трлн долларов, из них 660 млрд приходилось на США. Отрасль включает:
- музыку (концерты, аудио-носители, радио, потоковое вещание) — 35,5 млрд долларов;
- видео (кинофильмы, телевидение, потоковое видео) — 82 млрд долларов;
- видеоигры — 90 млрд долларов;
- издательское дело — 21 млрд долларов.

В отрасли сформировалось несколько крупных медиаконгломератов: Comcast, Warner Bros. Discovery, The Walt Disney Company, Paramount Global. Ведущие американские разработчики видеоигр: Activision Blizzard, Electronic Arts, Take-Two Interactive, Epic Games, Valve, Microsoft Gaming, PlayStation Studios. Крупнейшие издательства: Hachette Book Group, HarperCollins, Macmillan Publishers, Simon & Schuster и Penguin Random House.

### Азартные игры
Азартные игры в той или иной форме разрешены во всех штатах, кроме Юты и Гавайев, любые формы азартных игр, включая казино, разрешены в штатах Невада и Луизиана, в некоторых городах (Атлантик-Сити и Дедвуд (Южная Дакота)), а также в большинстве индейских резерваций.
Оборот индустрии азартных игр в США в 2022 году оценивался в 60 млрд долларов, из них 47,8 млрд пришлось на казино и игровые автоматы, 7,5 млрд — ставки на спорт, 5 млрд — онлайн-казино. В США работает около тысячи казино, половина из них — в индейских резервациях. Крупнейший игорный центр США — Лас-Вегас, хотя на мировой арене он уступил первенство Макао.

## Телекоммуникации
США занимают второе место в мире по количеству абонентов стационарной телефонной связи (98 млн или 29 на 100 жителей) и четвёртое по количеству абонентов мобильной связи (360 млн или 110 на 100 жителей). Доступ к интернету имеют 92 % американцев. Более 70 подводных кабелей связывают США с другими регионами мира. Также международную связь обеспечивают 61 спутниковая наземная станция.
Крупнейшими телекоммуникационными компаниями США являются AT&T, Verizon Communications, Comcast, T-Mobile US, Charter Communications, Lumen Technologies.

## Транспорт
США обладают очень развитой транспортной инфраструктурой. Сети автомобильных и железных дорог страны (6,59 млн км и 293,6 тыс. км соответственно) являются самыми протяжёнными в мире.
Соединённые Штаты также обладают наибольшим в мире количеством аэропортов и аэродромов — 13,5 тыс., из них более 5 тыс. с твёрдыми взлётно-посадочными полосами (ВПП), а также более 6 тыс. гелипортов. В США зарегистрировано 99 авиакомпаний с общим парком более 7 тыс. самолётов, они перевозят около 900 млн пассажиров в год.
Воздушное пространство над США является одним из самых загруженных на планете. Так, согласно The Guardian в 2012 году 4 из 10 самых загруженных аэропортов на Земле были американскими. Согласно исследованию проведённому Университетом Хофстра, на США приходится до 70 % внутренних авиаперевозок в мире.
По размеру торгового флота США занимают лишь 70-е место в мире, по данным на 2022 год под американским флагом ходило 178 судов, в том числе 65 танкеров и 61 контейнеровоз. По грузообороту в контейнерах в 2021 году крупнейшими портами страны были Лос-Анджелес (10,68 млн TEU), Лонг-Бич (9,38 млн TEU), Нью-Йорк (8,99 млн TEU), Саванна (5,61 млн TEU), Сиэтл (3,74 млн TEU), Хэмптон-Роудс (3,52 млн TEU), Хьюстон (3,45 млн TEU), Чарлстон (2,75 млн TEU), Окленд (2,45 млн TEU).

## Финансовый сектор

### Банковские услуги
Основным органом банковского сектора США является Федеральная резервная система, выполняющая функции центрального банка страны; она включает 12 региональных федеральных банков и большинство коммерческих банков США. По состоянию на конец 2022 года в США было 2124 банка с активами не менее 300 млн долларов, их активы в сумме составили 21,7 трлн долларов, из них 19,7 трлн долларов внутри страны.
«Большую четвёрку» коммерческих банков США составляют JPMorgan Chase, Bank of America, Wells Fargo и Citigroup. Среди инвестиционных банков наибольшее влияние имеют Goldman Sachs и Morgan Stanley. Из 29 глобальных системно значимых банков 8 базируются в США.

### Небанковские финансовые услуги
Начиная с 1980-х годов в США начал быстро расти рынок небанковских финансовых услуг, к 2020 году размер активов на этом рынке достиг 200 % от ВВП США и более чем вдвое превышал активы банков страны. В США расположены штаб-квартиры крупнейших компаний по управлению активами, включая BlackRock, The Vanguard Group, Fidelity Investments, State Street Global Advisors, Capital Group Companies, T. Rowe Price, Invesco, Northern Trust, Franklin Templeton, Wellington Management Group. Широко представлены в США и другие небанковские финансовые институты (хедж-фонды, страховые компании, ПИФы и т. д.).

### Страхование
Страховой рынок США является крупнейшим в мире, на него приходится около 40 % мирового. По типу лицензии страховые компании делятся на три категории:
- Страхование жизни и медицинское страхование (также включает пенсионное страхование) — 667 компаний, страховые премии за 2021 год составили 819 млрд долларов, активы 8,5 трлн долларов;
- Страхование имущества и от несчастных случев — 2651 компания, страховые премии 798 млрд долларов, активы 2,6 трлн долларов;
- Только медицинское страхование — 1321 компания, страховые премии 908 млрд долларов, активы 735 млрд долларов[95].

Крупнейшими страховыми компаниями США являются UnitedHealth Group, Elevance Health, Centene Corporation, Kaiser Permanente, Humana, CVS Health, State Farm Insurance, Cigna, MetLife, Liberty Mutual, Progressive Corporation, а также страховые компании, принадлежащие конгломерату Berkshire Hathaway.

### Фондовый рынок
По данным Всемирной федерации бирж, общий объём торгуемых на биржах США финансовых инструментов по состоянию на начало 2023 года составлял 46,5 трлн долларов, из них на Нью-йоркской фондовой бирже — $25,5 трлн, на NASDAQ — $18,0 трлн, что является наибольшим показателем среди всех финансовых центров мира.
Также крупными финансовыми центрами являются Лос-Анджелес (Тихоокеанская биржа), Чикаго (Чикагская товарная биржа) и Филадельфия (Филадельфийская фондовая биржа).

### Государственные финансы

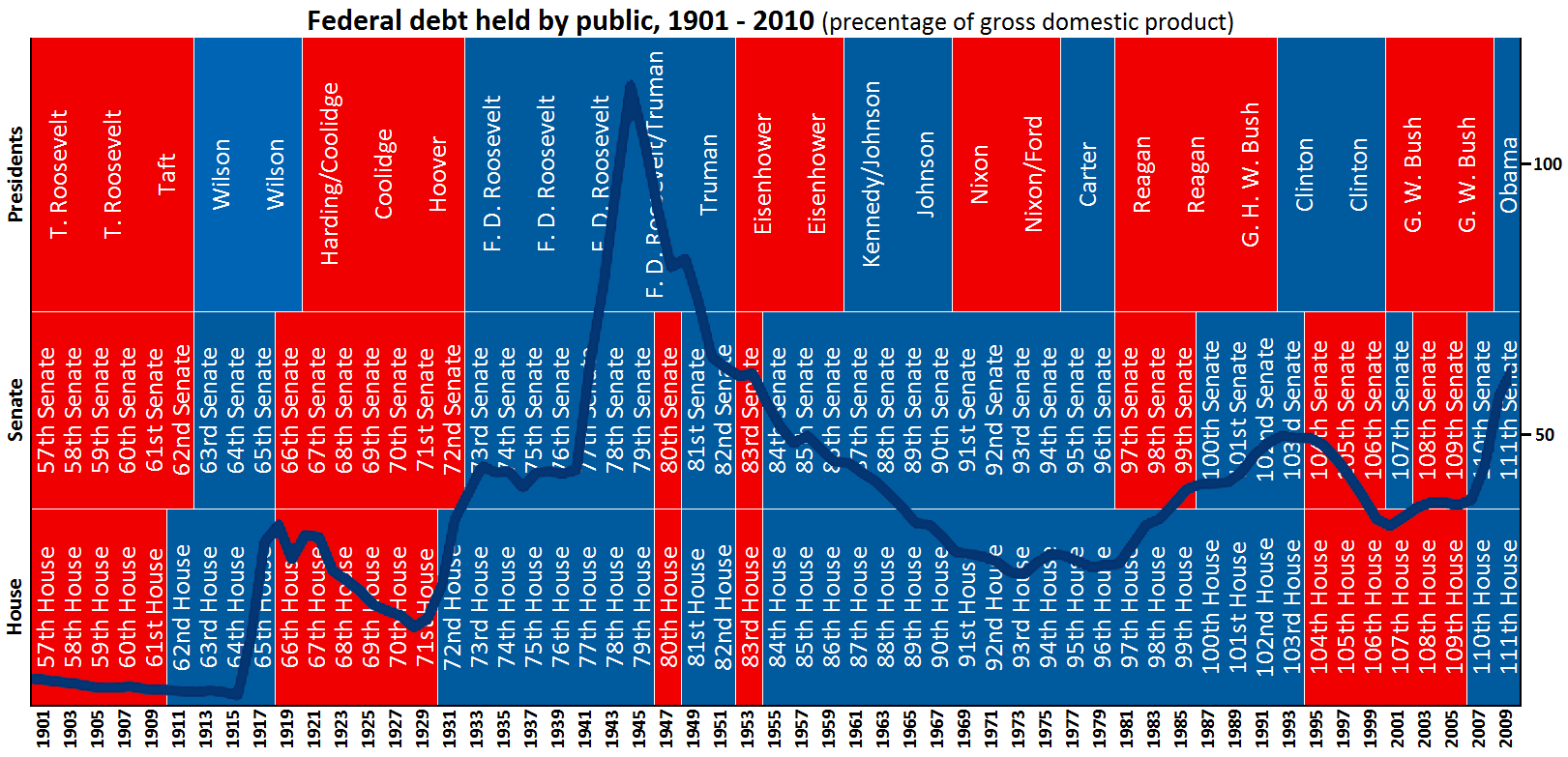
Исторические показатели соотношения Государственного долга США к ВВП

Бюджет США имеет постоянный дефицит с конца 1960-х годов (с 1970 года профицит бюджета США был зафиксирован только 4 раза — в период с 1998 по 2001 год).
По итогам 2021/22 финансового года, который завершился в сентябре, дефицит бюджета США составил 1,38 трлн долларов (5,5 % ВВП). Поступления в бюджет составили 4,90 трлн долларов, а расходы — 6,27 трлн долларов. Государственный долг вырос за год на 2 трлн и составил 24,3 трлн долларов (97 % ВВП). Основными источниками наполнения бюджета были: налог на доходы физических лиц ($2,63 трлн), сборы на социальное и пенсионное страхование ($1,48 трлн), корпоративный налог на прибыль ($425 млрд), таможенные сборы ($100 млрд). Расходная часть была распределена по министерствам: Министерство здравоохранения и социальных служб США ($1,64 трлн), Министерство финансов ($1,16 трлн), Министерство обороны ($727 млрд), Министерство образования ($639 млрд), Министерство по делам ветеранов ($274 млрд), Министерство сельского хозяйства ($245 млрд), Министерство транспорта ($114 млрд), Министерство внутренних дел ($81 млрд), Министерство труда ($52 млрд), Государственный департамент США ($33 млрд). Основными категориями расходов были социальное обеспечение ($1,22 трлн), здравоохранение («Медикейд», $914 млрд), гарантированный доход ($865 млрд), военные расходы ($767 млрд), «Медикэр» ($755 млрд), образование и социальные службы ($677 млрд), обслуживание госдолга ($475 млрд), пособия ветеранам ($274 млрд), транспорт ($132 млрд), госаппарат ($129 млрд).
В апреле 2024 года МВФ предупредил США, что их большой дефицит бюджета несёт значительные риски для мировой экономики. По данным фонда, в 2025 году бюджетный дефицит Соединённых Штатов достигнет 7,1 %, что в более чем три раза превысит средний показатель стран с развитой экономикой в 2 %.

#### Государственный долг
В 1791 году долг США составлял 75 млн долларов, в 1863 году превысил 1 млрд, а в 1918 году достиг 22 млрд долларов. За годы Второй мировой войны долг резко вырос, до 4 трлн долларов, но затем стабилизировался на уровне 3 трлн вплоть до начала 1980-х годов, когда вновь начался быстрый рост. В 2013 году государственный долг достиг уровня ВВП ($16,7 трлн).
Федеральный долг США по состоянию на начало 2023 года составил 31,5 трлн долларов (124 % ВВП). Эта сумма включает 24,6 трлн государственного долга и 6,9 трлн задолженности Министерства финансов перед другими госструктурами США, однако не включает долги региональных органов власти. Обслуживание долга обходится 460 млрд долларов (что составляет 13 % расходов бюджета), средняя ставка по обязательствам на сентябрь 2022 года составляла 2,07 %. Конгрессом США устанавливается потолок долга, который, однако, приходится периодически повышать (78 раз в период с 1960 по 2021 год), Соединённые Штаты были близки к дефолту из-за достижения потолка долга в 2011, 2013, 2019, 2021 и 2023 годах.
По состоянию на 2020 год около 30 % госдолга США находится на балансе федеральных агентств, прежде всего Фонда социального страхования. Оставшаяся часть закреплена за публичными структурами. Крупнейшая из публичных групп представлена международными кредиторами. По данным на март 2020 года на них приходится почти 4,3 трлн долларов. Наибольший объём у Японии и Китая, 1,27 трлн и 1,08 трлн соответственно.
| Крупнейшие иностранные кредиторы США (начало 2023 года) | Крупнейшие иностранные кредиторы США (начало 2023 года) | Крупнейшие иностранные кредиторы США (начало 2023 года) |
| Страна                                                  | Млрд. долларов                                          | %                                                       |
| ------------------------------------------------------- | ------------------------------------------------------- | ------------------------------------------------------- |
| Япония                                                  | 1104,4                                                  | 14,92 %                                                 |
| Китай                                                   | 859,4                                                   | 11,61 %                                                 |
| Великобритания                                          | 668,3                                                   | 9,03 %                                                  |
| Бельгия                                                 | 331,1                                                   | 4,47 %                                                  |
| Люксембург                                              | 318,2                                                   | 4,30 %                                                  |
| Швейцария                                               | 290,5                                                   | 3,92 %                                                  |
| Острова Кайман                                          | 285,3                                                   | 3,85 %                                                  |
| Канада                                                  | 254,1                                                   | 3,43 %                                                  |
| Ирландия                                                | 253,4                                                   | 3,42 %                                                  |
| Тайвань                                                 | 234,6                                                   | 3,17 %                                                  |
| Индия                                                   | 232,0                                                   | 3,13 %                                                  |
| Гонконг                                                 | 226,8                                                   | 3,06 %                                                  |
| Бразилия                                                | 214,0                                                   | 2,89 %                                                  |
| Сингапур                                                | 187,6                                                   | 2,53 %                                                  |
| Франция                                                 | 183,9                                                   | 2,48 %                                                  |
| Саудовская Аравия                                       | 111,0                                                   | 1,50 %                                                  |
| Республика Корея                                        | 105,8                                                   | 1,43 %                                                  |
| Норвегия                                                | 104,4                                                   | 1,41 %                                                  |
| Германия                                                | 91,3                                                    | 1,23 %                                                  |
| Бермудские острова                                      | 77,4                                                    | 1,05 %                                                  |
| Нидерланды                                              | 73,7                                                    | 1,00 %                                                  |
| Объединённые Арабские Эмираты                           | 64,9                                                    | 0,88 %                                                  |
| Австралия                                               | 62,2                                                    | 0,84 %                                                  |
| Мексика                                                 | 58,2                                                    | 0,79 %                                                  |
| Таиланд                                                 | 52,8                                                    | 0,71 %                                                  |
| Филиппины                                               | 48,8                                                    | 0,66 %                                                  |
| Израиль                                                 | 46,1                                                    | 0,62 %                                                  |
| Кувейт                                                  | 43,3                                                    | 0,58 %                                                  |
| Ирак                                                    | 41,2                                                    | 0,56 %                                                  |
| Польша                                                  | 40,9                                                    | 0,55 %                                                  |
| Испания                                                 | 40,3                                                    | 0,54 %                                                  |
| Италия                                                  | 40,2                                                    | 0,54 %                                                  |
| Колумбия                                                | 39,5                                                    | 0,53 %                                                  |
| Швеция                                                  | 39,5                                                    | 0,53 %                                                  |
| Багамские острова                                       | 38,1                                                    | 0,51 %                                                  |
| Вьетнам                                                 | 36,3                                                    | 0,49 %                                                  |
| Чили                                                    | 34,2                                                    | 0,46 %                                                  |
| Перу                                                    | 31,8                                                    | 0,43 %                                                  |
| Остальные                                               | 437,2                                                   | 5,91 %                                                  |
|                                                         | 7402,5                                                  |                                                         |

## Роль доллара в качестве резервной валюты для экономики США
Доллар США является национальной валютой Соединённых Штатов. По состоянию на май 2023 года в обращении наличными находилось 2,33 млрд долларов. Широкие деньги в 2021 году составляли 16,9 трлн долларов.
С 1944 года доллар является основной резервной валютой в мире. До 1971 года доллар считался обеспеченным золотым запасом США; по мере роста денежной массы от золотого стандарта пришлось отказаться, с тех пор доллар обеспечивается ценными бумагами Казначейства США. По состоянию на конец 2019 года центральные банки различных стран мира имели в резервах 6,7 трлн долларов (и 2,2 трлн евро). В долларах измеряется цена различных видов товара, включая нефть (нефтедоллары). Банки во многих странах мира принимают депозиты в долларах (вне США они называются евродолларами).
В 2010 году международная исследовательская организация McKinsey Global Institute опубликовала отчёт о статусе и перспективах доллара США в мировой финансовой системе, после кризиса 2008-го года. Исследователи отметили, что статус эмитента резервной валюты позволяет Соединённым Штатам экономить на комиссиях при конвертации валюты, а также позволяет правительству США заимствовать средства на рынках капитала по относительно низким ставкам, из-за высокой ликвидности доллара. Возможность эмиссий дополнительных объёмов валюты и относительно низкий связанный с этим риск инфляции в стране, за счёт иностранных покупателей, так же был отмечен как положительный эффект для США. В качестве отрицательных факторов для США, исследователи отметили то, что высокая ликвидность доллара порождает высокий спрос на него и приводит к завышению курса, что в свою очередь негативно отражается на позициях экспортёров и конкурентоспособности отечественных производителей в США, а также стимулирует увеличение долговой нагрузки страны и увеличивает торговый дефицит.

## Инвестиции
Прямые иностранные инвестиции
Соединённые Штаты традиционно являются мировым лидером по привлечению прямых иностранных инвестиций. За период 2000—2010 год иностранные инвестиции в США составили $1,7 трлн. В 2010 году они составили $194 млрд
В 2021 году на США пришлось 23 % прямых иностранных инвестиций ($367 млрд из $1,58 трлн). Инвестиции в основном поступали из Японии, Германии, Канады, Великобритании, Ирландии и Франции. Наибольшую долю в привлечении иностранных инвестиций имеют штаты Калифорния, Массачусетс и Нью-Йорк. С привлечением иностранных инвестиций в США создаётся около 2 тыс. предприятий в год, основные отрасли: промышленность (41 %), финансы и страхование (13 %), оптовая торговля (10 %). Преимуществами США для привлечения зарубежных инвестиций являются крупнейший в мире потребительский рынок, развитая научно-исследовательская база, сравнительно квалифицированная и активная рабочая сила, очень хороший объём статистической информации; слабыми местами являются высокая конкуренция, достаточно высокий уровень безработицы, падение производительности труда, большой госдолг, изношенная инфраструктура.
Инвестиции в НИОКР
Соединённые Штаты также стабильно удерживают лидерство в инвестициях в НИОКР. Так, в 2011 году на долю США пришлось 34 % мировых расходов в данную сферу. Государственным и частным сектором было потрачено $405,3 млрд, что составило 2,7 % от ВВП страны.
Инвестиции в инфраструктуру
На содержание транспортной, инженерной и прочей инфраструктуры, в 2011 году было потрачено 2,4 % от ВВП страны, что составило примерно $362 млрд. Но, несмотря на увеличение расходов в абсолютных цифрах за последние 10 лет, доля расходов на инфраструктуру страны остаётся ниже максимального показателя в 3,1 % от ВВП, достигнутого в 1960-х годах.

## Внешняя торговля
| Страна         | %      | млрд $ |
| -------------- | ------ | ------ |
| Канада         | 17,7 % | 292    |
| Мексика        | 15,5 % | 256    |
| Китай          | 6,48 % | 106    |
| Япония         | 4,54 % | 74     |
| Великобритания | 4,20 % | 69     |
| Германия       | 3,63 % | 59     |
| Южная Корея    | 3,46 % | 56     |
| Нидерланды     | 3,11 % | 51     |
| Бразилия       | 2,62 % | 43     |
| Франция        | 2,35 % | 38     |

| Страна         | %      | млрд $ |
| -------------- | ------ | ------ |
| Китай          | 18,4 % | 472    |
| Мексика        | 14,0 % | 361    |
| Канада         | 12,7 % | 326    |
| Япония         | 5,72 % | 146    |
| Германия       | 5,05 % | 129    |
| Южная Корея    | 3,11 % | 79     |
| Вьетнам        | 2,70 % | 69     |
| Великобритания | 2,49 % | 64     |
| Ирландия       | 2,41 % | 61     |
| Индия          | 2,33 % | 59     |

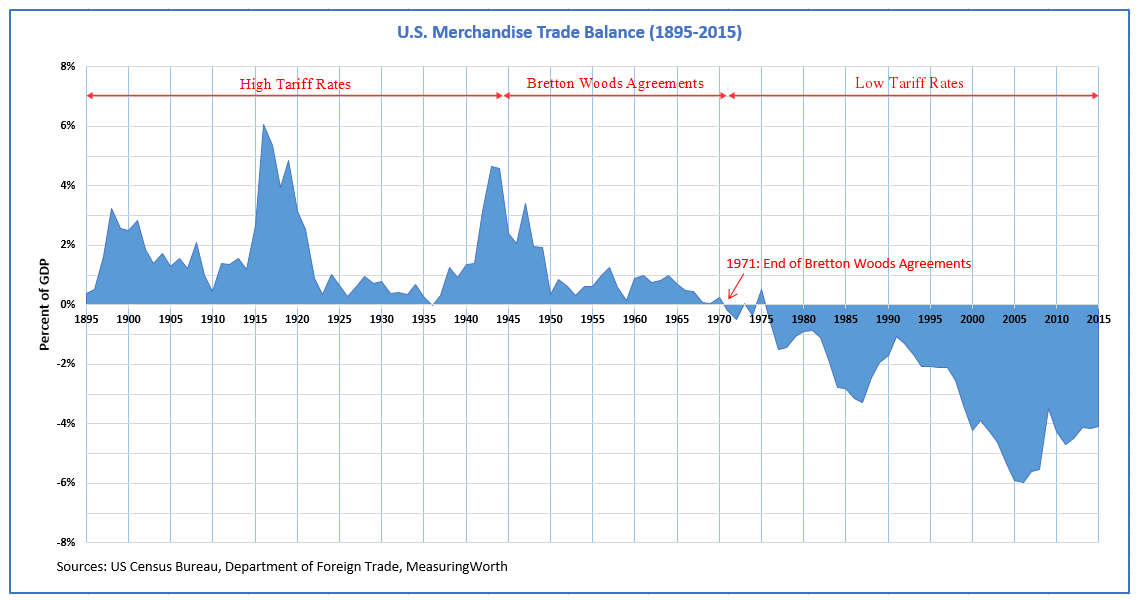
Торговый баланс США в процентах от ВВП в 1895—2015 годах

По данным Бюро по статистике США (US Census Bureau), за 2010 финансовый год Соединённые Штаты импортировали товаров на сумму в $1,913 трлн и экспортировали товаров на $1,278 трлн. Итого дефицит торгового баланса составил $634 млрд, что составляет 4,3 % от ВВП США или 19,57 % от общего объёма промышленного производства США.
| Показатель | 2008 | 2009 | 2010 | 2011 | 2012 | 2013 | 2014 | 2015 | 2016 | 2017 | 2018 | 2019 | 2020 | 2021  | 2022  |
| ---------- | ---- | ---- | ---- | ---- | ---- | ---- | ---- | ---- | ---- | ---- | ---- | ---- | ---- | ----- | ----- |
| Импорт     | 2165 | 1602 | 1968 | 2264 | 2335 | 2327 | 2411 | 2313 | 2247 | 2405 | 2611 | 2567 | 2346 | 2852  | 3277  |
| Экспорт    | 1300 | 1057 | 1278 | 1482 | 1545 | 1578 | 1620 | 1502 | 1451 | 1546 | 1665 | 1644 | 1432 | 1761  | 2086  |
| Баланс     | -865 | -545 | -690 | -782 | -790 | -749 | -791 | -811 | -796 | -859 | -946 | -923 | -914 | -1090 | -1191 |

В 2022 году торговый баланс составил −945,3 млрд долларов (импорт $3,957 трлн, экспорт — $3,012 трлн). Баланс по товарам составил −1,191 трлн долларов (импорт $3,277 трлн, экспорт — $2,086 трлн), баланс по услугам составил 245,7 млрд долларов (импорт — $680,3 млрд, экспорт — $926,0 млрд). В экспорте услуг преобладают финансовые услуги ($170,4 млрд), путешествия ($135,2 млрд), плата за использование интеллектуальной собственности ($125,7 млрд), транспортные услуги ($90,8 млрд). Ипморт услуг включает транспортные услуги ($154,9 млрд) и путешествия ($114,9 млрд). Основными позициями экспорта в 2022 году были нефть и нефтепродукты, природный газ, фармацевтические препараты, самолёты и авиационные двигатели, автомобили и комплектующие, телекоммуникационное оборудование, полупроводники, электрооборудование, платмасы и другая химическая продукция, соя и мясная продукция. В импорте преобладали фармацевтические препараты, автомобили и комплектующие, мобильные телефоны и другая электроника, текстильная продукция, нефть и нефтепродукты, медицинское оборудование, морепродукты и фрукты. Наиболее отрицательный баланс в торговле с Китаем, а положительный только в торговле со странами Латинской Америки.
Заметную роль во внешней торговле США сыграло создание зоны свободной торговли с Канадой и Мексикой (НАФТА) в 1994—2008 годах. Объём товарного экспорта США в страны НАФТА в 1993—2013 гг. увеличился более, чем в 3 раза: со 141,8 млрд долларов до 529,0 млрд долларов. А стоимость товарного импорта США из стран НАФТА за этот же период увеличилась более, чем в 4 раза: со 150,8 млрд долларов до 625,0 млрд долларов.
При администрации Джо Байдена одной из основных задач США в сфере торговой политики стала нормализация внешнеэкономических связей с Евросоюзом путем отмены тарифов на сталь и алюминий, введённых администрацией Трампа. По заявлению комиссара ЕС по финансовой стабильности Валдиса Домбровскиса, Брюссель по-прежнему хочет «полной отмены» тарифов, но «готов рассмотреть другие решения, понимая тот факт, что США также заинтересованы в защите своей сталелитейной промышленности».
Продолжается торговая война с Китаем: в 2023 году крупнейшим торговым партнёром Штатов стала Мексика, на втором месте — Канада и лишь на третьем — Китай.

## Экономические показатели и статистика в США

Коэффициент долговой нагрузки потребителя (DSR) с 1980 г.

Государственными органами США с частотой раз в каждую неделю, две, месяц, квартал и год публикуются десятки разных статистических отчётов и экономических показателей. Согласно законодательству некоторые из них подлежат пересмотру в последующие периоды в зависимости от получения новых данных.
К отчётам, подлежащим пересмотру, например, относятся ежемесячные отчёты о ВВП и «о личных доходах и расходах населения», публикуемые Бюро экономического анализа.
Пересмотр показателей в сторону повышения или понижения — не редкость.
Также, помимо десятков государственных показателей, в США публикуются десятки показателей частных (коммерческих и общественных) организаций. Так, например, за долгое время своего существования заслужили доверия такие показатели, как — Отчёт о безработице от компании ADP, Индекс о настроении потребителя Университета Мичигана, Индекс Кейса-Шиллера от агентства Standard & Poor’s, список крупнейших компаний страны Fortune 500, список самых богатых американцев Forbes 400 и т. п.

### Долговая нагрузка потребителей
Примерно 70 % ВВП США составляет потребление. Часть данных расходов финансируется заёмными средствами. Последние годы отмечается рост долговой нагрузки потребителей.
Для определения уровня финансовой нагрузки потребителя, ФРС ежеквартально публикуется соответствующий показатель — Коэффициент обслуживания долга (также известный, как «коэффициент долговой нагрузки»). Данный коэффициент представляет собой соотношение обязательств по ипотечным и иным потребительским займам к годовому располагаемому доходу домохозяйства.
Кризис 2008 года отбросил объёмы потребления к уровню 1990-х годов. Проблемой домохозяйств являются растущие долги, особенно выплаты по ипотеке; для почти 10 % выплаты составляют более 1/3 от ежемесячного дохода.

## Экономические показатели
Основные экономические показатели
| Год  | ВВП, (трлн $) | ВВП на душу, $ | Рост ВВП | Инфляция | Безработица | Госдолг (% от ВВП) | Торговый баланс, млрд $ |
| ---- | ------------- | -------------- | -------- | -------- | ----------- | ------------------ | ----------------------- |
| 1980 | 2,86          | 12 550         | ▼-0,3 %  | ▲13,5 %  | 7,2 %       | н/д                | -19,407                 |
| 1981 | ▲3,21         | ▲13 950        | ▲2,5 %   | ▲10,4 %  | ▲7,6 %      | н/д                | -16,172                 |
| 1982 | ▲3,34         | ▲14 410        | ▼-1,8 %  | ▲6,2 %   | ▲9,7 %      | н/д                | -24,156                 |
| 1983 | ▲3,63         | ▲15 510        | ▲4,6 %   | ▲3,2 %   | ▼9,6 %      | н/д                | -57,767                 |
| 1984 | ▲4,04         | ▲17 090        | ▲7,2 %   | ▲4,4 %   | ▼7,5 %      | н/д                | -109,074                |
| 1985 | ▲4,34         | ▲18 200        | ▲4,2 %   | ▲3,5 %   | ▼7,2 %      | н/д                | -121,879                |
| 1986 | ▲4,58         | ▲19 040        | ▲3,5 %   | ▲1,9 %   | ▼7,0 %      | н/д                | -138,539                |
| 1987 | ▲4,86         | ▲20 000        | ▲3,5 %   | ▲3,6 %   | ▼6,2 %      | н/д                | -151,683                |
| 1988 | ▲5,24         | ▲21 380        | ▲4,2 %   | ▲4,1 %   | ▼5,5 %      | н/д                | -114,566                |
| 1989 | ▲5,64         | ▲22 810        | ▲3,7 %   | ▲4,8 %   | ▼5,3 %      | н/д                | -93,142                 |
| 1990 | ▲5,96         | ▲23 850        | ▲1,9 %   | ▲5,4 %   | ▲5,6 %      | н/д                | -80,865                 |
| 1991 | ▲6,16         | ▲24 300        | ▼-0,1 %  | ▲4,2 %   | ▲6,9 %      | н/д                | -31,136                 |
| 1992 | ▲6,52         | ▲25 390        | ▲3,5 %   | ▲3,0 %   | ▲7,5 %      | н/д                | -39,212                 |
| 1993 | ▲6,86         | ▲26 360        | ▲2,8 %   | ▲3,0 %   | ▼6,9 %      | н/д                | -70,311                 |
| 1994 | ▲7,29         | ▲27 670        | ▲4,0 %   | ▲2,6 %   | ▼6,1 %      | н/д                | -98,493                 |
| 1995 | ▲7,64         | ▲28 670        | ▲2,7 %   | ▲2,8 %   | ▼5,6 %      | н/д                | -96,384                 |
| 1996 | ▲8,07         | ▲29 950        | ▲3,8 %   | ▲2,9 %   | ▼5,4 %      | н/д                | -104,065                |
| 1997 | ▲8,58         | ▲31 440        | ▲4,4 %   | ▲2,3 %   | ▼4,9 %      | н/д                | -108,273                |
| 1998 | ▲9,06         | ▲32 830        | ▲4,5 %   | ▲1,5 %   | ▼4,5 %      | н/д                | -166,140                |
| 1999 | ▲9,63         | ▲34 500        | ▲4,8 %   | ▲2,2 %   | ▼4,2 %      | н/д                | -255,809                |
| 2000 | ▲10,25        | ▲36 310        | ▲4,1 %   | ▲3,4 %   | ▼4,0 %      | н/д                | -369,686                |
| 2001 | ▲10,58        | ▲37 100        | ▲1,0 %   | ▲2,8 %   | ▲4,7 %      | 53,1 %             | -360,373                |
| 2002 | ▲10,93        | ▲37 950        | ▲1,7 %   | ▲1,6 %   | ▲5,8 %      | ▲55,5 %            | -420,666                |
| 2003 | ▲11,46        | ▲39 410        | ▲2,8 %   | ▲2,3 %   | ▲6,0 %      | ▲58,6 %            | -496,243                |
| 2004 | ▲12,22        | ▲41 640        | ▲3,9 %   | ▲2,7 %   | ▼5,5 %      | ▲66,2 %            | -610,838                |
| 2005 | ▲13,04        | ▲44 030        | ▲3,5 %   | ▲3,4 %   | ▼5,1 %      | ▼65,5 %            | -716,542                |
| 2006 | ▲13,82        | ▲46 220        | ▲2,8 %   | ▲3,2 %   | ▼4,6 %      | ▼64,2 %            | -763,533                |
| 2007 | ▲14,47        | ▲47 940        | ▲2,0 %   | ▲2,9 %   | ▬4,6 %      | ▲64,6 %            | -710,997                |
| 2008 | ▲14,77        | ▲48 470        | ▲0,1 %   | ▲3,8 %   | ▲5,8 %      | ▲73,5 %            | -712,350                |
| 2009 | ▼14,48        | ▼47 100        | ▼-2,6 %  | ▲-0,3 %  | ▲9,3 %      | ▲86,7 %            | -394,771                |
| 2010 | ▲15,05        | ▲48 590        | ▲2,7 %   | ▲1,6 %   | ▲9,6 %      | ▲95,2 %            | -503,087                |
| 2011 | ▲15,60        | ▲50 010        | ▲1,6 %   | ▲3,1 %   | ▼8,9 %      | ▲99,5 %            | -554,522                |
| 2012 | ▲16,25        | ▲51 740        | ▲2,3 %   | ▲2,1 %   | ▼8,1 %      | ▲103,1 %           | -525,906                |
| 2013 | ▲16,88        | ▲53 360        | ▲1,8 %   | ▲1,5 %   | ▼7,4 %      | ▲104,6 %           | -446,861                |
| 2014 | ▲17,61        | ▲55 260        | ▲2,3 %   | ▲1,6 %   | ▼6,2 %      | ▼104,6 %           | -483,952                |
| 2015 | ▲18,30        | ▲57 010        | ▲2,9 %   | ▲0,1 %   | ▼5,3 %      | ▲105,2 %           | -490,776                |
| 2016 | ▲18,80        | ▲58 180        | ▲1,8 %   | ▲1,3 %   | ▼4,9 %      | ▲107,2 %           | -479,458                |
| 2017 | ▲19,61        | ▲60 290        | ▲2,5 %   | ▲2,1 %   | ▼4,4 %      | ▼106,2 %           | -510,344                |
| 2018 | ▲20,66        | ▲63 170        | ▲3 %     | ▲2,4 %   | ▼3,9 %      | ▲107,4 %           | -578,594                |
| 2019 | ▲21,54        | ▲65 560        | ▲2,6 %   | ▲1,8 %   | ▼3,7 %      | ▲108,2 %           | -559,676                |
| 2020 | ▼21,35        | ▼64 450        | ▼-2,2 %  | ▲1,2 %   | ▲8,1 %      | ▲132 %             | -653,691                |
| 2021 | ▲23,68        | ▲71 230        | ▲6,1 %   | ▲4,7 %   | ▼5,4 %      | ▼124,7 %           | -848,070                |
| 2022 | ▲26,01        | ▲77 800        | ▲2,5 %   | ▲8,0 %   | ▼3,6 %      | ▼118,8 %           | -944,762                |
| 2023 | ▲27,72        | ▲82 250        | ▲2,9 %   | ▼4,1 %   | ▬3,6 %      | ▼119 %             | -784,890                |
| 2024 | ▲29,18        | ▲85 810        | ▲2,8 %   | ▲3,0 %   | ▼4,0 %      | ▼120,8 %           | -917,735                |

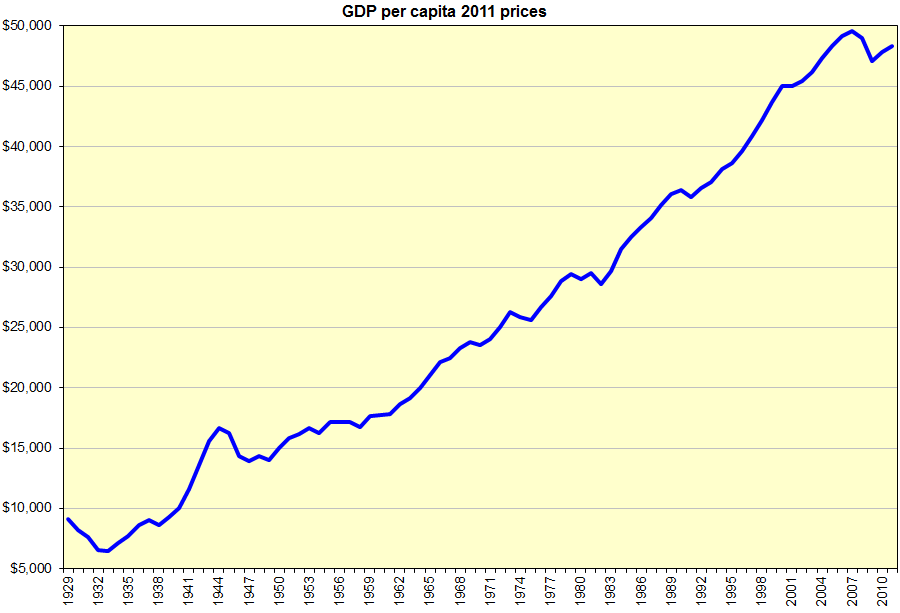
ВВП на душу населения (в ценах 2011 г.)
Промышленное производство
Еженедельное кол-во заявок на пособие по безработице
Инфляция
Торговый баланс (с 1960 г.)
Инфляция (1910—2010 гг.)

## Занятость
По состоянию на 2021 года крупнейшими частными работодателями, базирующимся в США были (включая сотрудников в других странах):
| - 1 Wal-Mart Stores (розничная торговля) — 2,3 млн - 2 Amazon (информационные технологии) — 1,298 млн - 3 The Home Depot (розничная торговля) — 504,8 тыс. - 4 Kroger (розничная торговля) — 465 тыс. - 5 FedEx (почтовые услуги и логистика) — 418 тыс. - 6 Target Corporation (розничная торговля) — 409 тыс. - 7 United Parcel Service (почтовые услуги и логистика) — 408,3 тыс. - 8 IBM (информационные технологии) — 364,8 тыс. - 9 Berkshire Hathaway (многопрофильный холдинг) — 360 тыс. - 10 Starbucks (общественное питание) — 349 тыс. - 11 UnitedHealth Group — (страхование) 330 тыс. - 12 TJX Companies (розничная торговля) — 320 тыс. - 13 PepsiCo (пищевая промышленность) — 291 тыс. - 14 Cognizant (информационные технологии) — 289,5 тыс. - 15 Lowe's (розничная торговля) — 280 тыс. - 16 TD Synnex (информационные технологии) — 277,9 тыс. - 17 Walgreens (розничная торговля) — 277 тыс. - 18 Yum China Holdings (общественное питание) — 271 тыс. - 19 Albertson’s (розничная торговля) — 270 тыс. - 20 Wells Fargo (финансовые услуги) — 268,5 тыс. - 21 CVS Health (розничная торговля) — 256,5 тыс. - 22 JPMorgan Chase (финансовые услуги) — 225,4 тыс. - 23 Jabil Circuit (информационные технологии) — 240 тыс. - 24 HCA Healthcare (здравоохранение) — 235 тыс. - 25 AT&T (телекоммуникации) — 230,8 тыс. |  | - 26 Publix (розничная торговля) — 227 тыс. - 27 Costco (розничная торговля) — 214,5 тыс. - 28 Bank of America (финансовые услуги) — 212,5 тыс. - 29 Citigroup (финансовые услуги) — 210,2 тыс. - 30 Aramark (многопрофильный холдинг) — 209,3 тыс. - 31 The Walt Disney Company (индустрия развлечений) — 203 тыс. - 32 McDonald’s (общественное питание) — 200 тыс. - 33 Ford Motor (автомобилестроение) — 186 тыс. - 34 General Electric (машиностроение и электротехника) — 184 тыс. - 35 Raytheon Technologies (оборонная промышленность) — 181 тыс. - 36 Darden Restaurants (общественное питание) — 177,9 тыс. - 37 Lear Corporation (машиностроение и электротехника) — 174,6 тыс. - 38 Comcast (телекоммуникации) — 168 тыс. - 39 Microsoft (информационные технологии) — 163 тыс. - 40 Dollar General (розничная торговля) — 158 тыс. - 41 Dell Technologies (информационные технологии) — 158 тыс. - 42 General Motors (автомобилестроение) — 155 тыс. - 43 Apple (информационные технологии) — 147 тыс. - 44 Hilton Worldwide (отельный бизнес) — 141 тыс. - 45 Boeing (авиастроение) — 141 тыс. - 46 Tyson Foods (пищевая промышленность) — 139 тыс. - 47 DXC Technology (информационные технологии) — 138 тыс. - 48 Alphabet (информационные технологии) — 135,3 тыс. - 49 Oracle (информационные технологии) — 135 тыс. - 50 Johnson & Johnson (фармацевтика) — 134,5 тыс. |

## Доходы населения и бедность
Средний доход в США в 2022 году составлял 65,4 тыс. долларов на человека. Пятёрку штатов с наибольшим доходом составили Коннектикут ($85,0 тыс.), Массачусетс ($84,9 тыс.), Нью-Джерси ($78,7 тыс.), Нью-Йорк ($78,1 тыс.) и Калифорния ($77,3 тыс.). Самые низкие средние доходы в штатах Миссисипи ($46,2 тыс.), Западная Виргиния ($49,2 тыс.), Алабама ($50,6 тыс.), Нью-Мексико ($51,5 тыс.), Арканзас ($51,8 тыс.).
Минимальная заработная плата по состоянию на начало 2023 года установлена на уровне 7,25 долларов в час.
Черта бедности, устанавливаемая Министерством здравоохранения и социальных служб США, в 2018 году составляла для семьи из 1 человека $12 140 в год, из 2 человек — $16 460, из 3 человек — $20 780.
На 2017 год количество американцев, живущих за чертой бедности, составляет 39,7 млн человек, что составляет 12,3 % населения.
Согласно докладу специального представителя ООН по бедности и правам человека Филиппа Альстона за 2018 год, в США проживает 40 млн бедных, 18,5 млн крайне бедных, и 5,3 млн абсолютно бедных граждан, которые суммарно составляют 19,7 % населения. Официальные власти США назвали этот документ «некорректным, подстрекательским и безответственным».

## Теневая экономика
Объём теневой экономики США оценивается в 10—12 % от ВВП, что ниже среднемирового показателя (13,9 %). Сравнительно низкому уровню теневой экономики способствуют невысокие налоги и достаточно высокий уровень экономической свободы. Основной формой теневой экономики в США является работа без оформления, в частности для нелегальных мигрантов.
США являются крупнейшими в мире потребителями кокаина, героина и марихуаны (см. Наркомания в США), среди крупнейших в потреблении синтетических наркотиков. Большая часть завозится из Колумбии, Мексики и Китая, но в значительных объёмах производятся и внутри страны, особенно каннабис, марихуана и синтетические препараты.
Кроме этого США являются крупным центром отмывания денег.